# Сліпі грона
«Сліпі грона» («ანარეკლი»), інша назва «Відображення» — радянський художній фільм 1974 року, знятий режисером Отаром Абесадзе на кіностудії «Грузія-фільм».

## Сюжет
Джаба Імедадзе, молодий вчений-виноградар, для успішного завершення чергового експерименту їде до одного з колгоспів. На той час він посварився з дружиною — навідріз відмовився дати позитивний відгук на бездарну дисертацію її друга Євгена. Приїхавши до імеретинського села, де його батько був усе життя простим виноградарем, Джаба вирішує залишитися в рідному домі назавжди.

## У ролях
- Тенгіз Арчвадзе — Джаба Імеладзе (дублював Ю. Пузирьов)
- Медея Бібілейшвілі — Занда (дублювала Л. Даніліна)
- Іза Гігошвілі — Ірма (дублювала О. Григор'єва)
- Зураб Лаферадзе — Геронтій (дублював М. Граббе)
- Давид Папуашвілі — Євген (дублював Є. Жариков)
- Таміла Ласхішвілі — Соломе (дублювала Г. Фролова)
- Марина Тбілелі — Олена (дублювала О. Маркіна)
- Бухуті Закаріадзе — Сандро (дублював К. Тиртов)
- Ніно Чхеїдзе — Ніно
- Спартак Багашвілі — роль другого плану
- Малхаз Бебурішвілі — роль другого плану
- Катерина Вачнадзе — роль другого плану
- Георгій Гегечкорі — роль другого плану
- Мераб Гегечкорі — роль другого плану
- Коте Даушвілі — роль другого плану
- Занда Йоселіані — роль другого плану
- Давид Кутателадзе — роль другого плану
- Вахтанг Нінуа — роль другого плану
- Іван Осадзе — роль другого плану
- Грігол Талаквадзе — роль другого плану
- Майя Татішвілі — роль другого плану
- Тамаз Толорая — роль другого плану
- Іполит Хвічія — роль другого плану
- Н. Абесадзе — епізод
- Л. Гогішвілі — епізод
- Георгій Даріспанашвілі — епізод
- Георгій Долідзе — епізод
- Ніно Долідзе — епізод
- П. Інцлірвелі — епізод
- Н. Маглаперідзе — епізод

## Знімальна група
- Режисер — Отар Абесадзе
- Сценаристи — Отар Абесадзе, Теймураз Маглаперідзе
- Оператор — Арчіл Піліпашвілі
- Композитор — Реваз Лагідзе
- Художник — Василь Арабідзе